# Estació de Rambla de Sant Just
Rambla de Sant Just és una estació de la línia T3 de la xarxa del Trambaix situada sobre la carretera Reial, a l'alçada de la rambla de Sant Just, a Sant Just Desvern i es va inaugurar el 5 de gener de 2006 amb la prolongació entre Sant Martí de l'Erm (ara Hospital St Joan Despí | TV3) i Torreblanca. Disposa d'una andana central situant-se les vies als laterals.
| Trambaix               |                                 |       |        |                               |
| Procedència/Destinació | <                               | Línia | >      | Procedència/Destinació        |
| Francesc Macià         | Hospital Sant Joan Despí \| TV3 |       | Walden | Sant Feliu - Consell Comarcal |
| Projectat              |                                 |       |        |                               |
| Francesc Macià         | Pou d'en Fèlix                  |       | Walden |                               |